# Kyritz
Kyritz est une ville du Land de Brandebourg en Allemagne.

## Démographie
| Année | Population |
| ----- | ---------- |
| 1875  | 7 639      |
| 1890  | 7 911      |
| 1910  | 7 960      |
| 1925  | 8 656      |
| 1933  | 8 820      |
| 1939  | 8 839      |
| 1946  | 13 437     |
| 1950  | 13 575     |
| 1964  | 11 653     |
| 1971  | 12 477     |

| Année | Population |
| ----- | ---------- |
| 1981  | 12 076     |
| 1985  | 12 085     |
| 1989  | 11 885     |
| 1990  | 11 727     |
| 1991  | 11 477     |
| 1992  | 11 421     |
| 1993  | 11 612     |
| 1994  | 11 537     |
| 1995  | 11 442     |
| 1996  | 11 473     |

| Année | Population |
| ----- | ---------- |
| 1997  | 11 407     |
| 1998  | 11 118     |
| 1999  | 11 077     |
| 2000  | 10 847     |
| 2001  | 10 721     |
| 2002  | 10 579     |
| 2003  | 10 427     |
| 2004  | 10 259     |
| 2005  | 10 158     |
| 2006  | 10 018     |

| Année | Population |
| ----- | ---------- |
| 2007  | 9 901      |
| 2008  | 9 793      |
| 2009  | 9 681      |
| 2010  | 9 537      |
| 2011  | 9 303      |
| 2012  | 9 236      |
| 2013  | 9 152      |
| 2014  | 9 140      |
| 2015  | 9 100      |
| 2016  | 9 192      |

| Année | Population |
| ----- | ---------- |
| 2017  | 9 375      |
| 2018  | 9 303      |
| 2019  | 9 260      |
| 2020  | 9 281      |

Les sources de données se trouvent en détail dans les Wikimedia Commons.

## Galerie

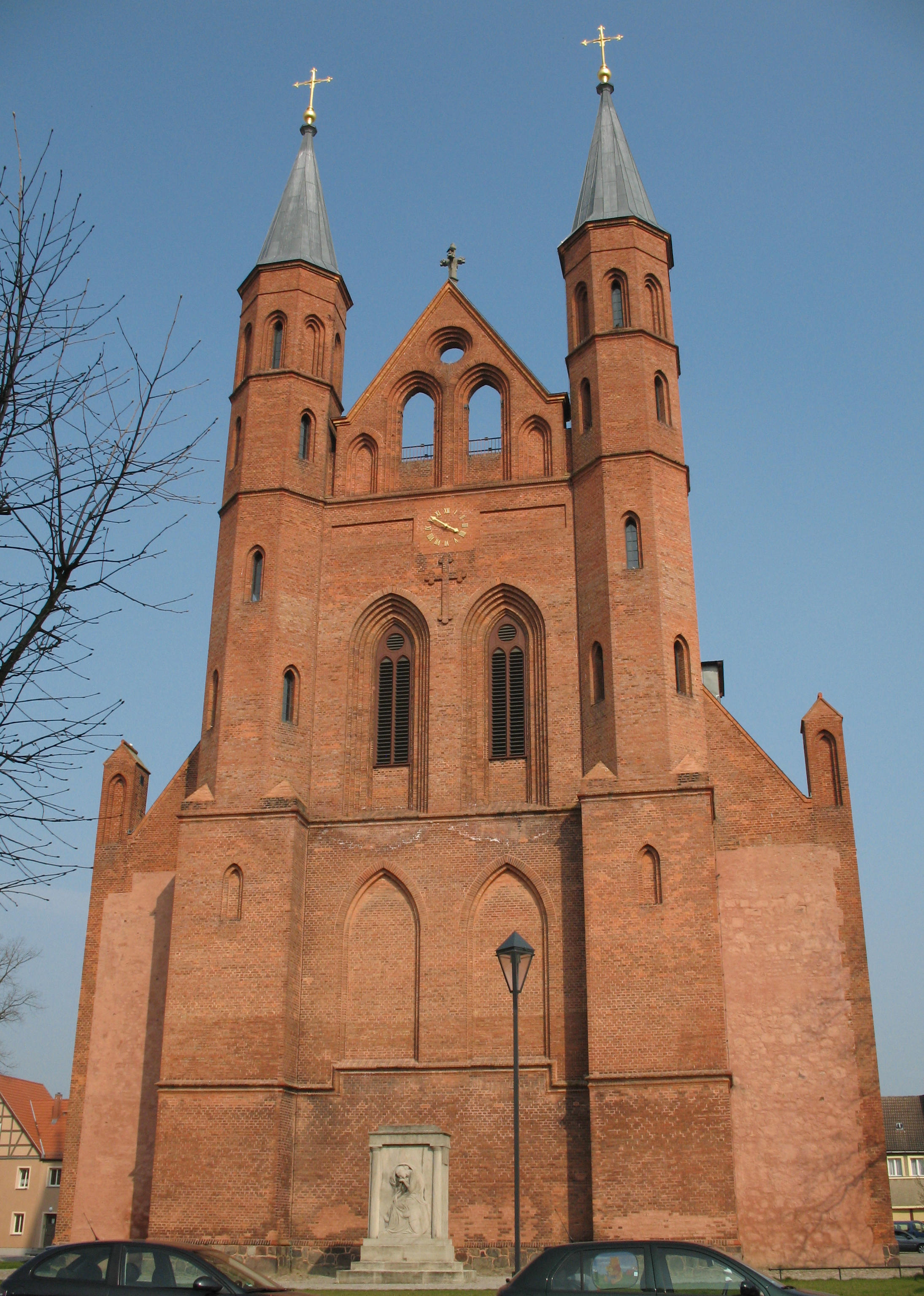
Église
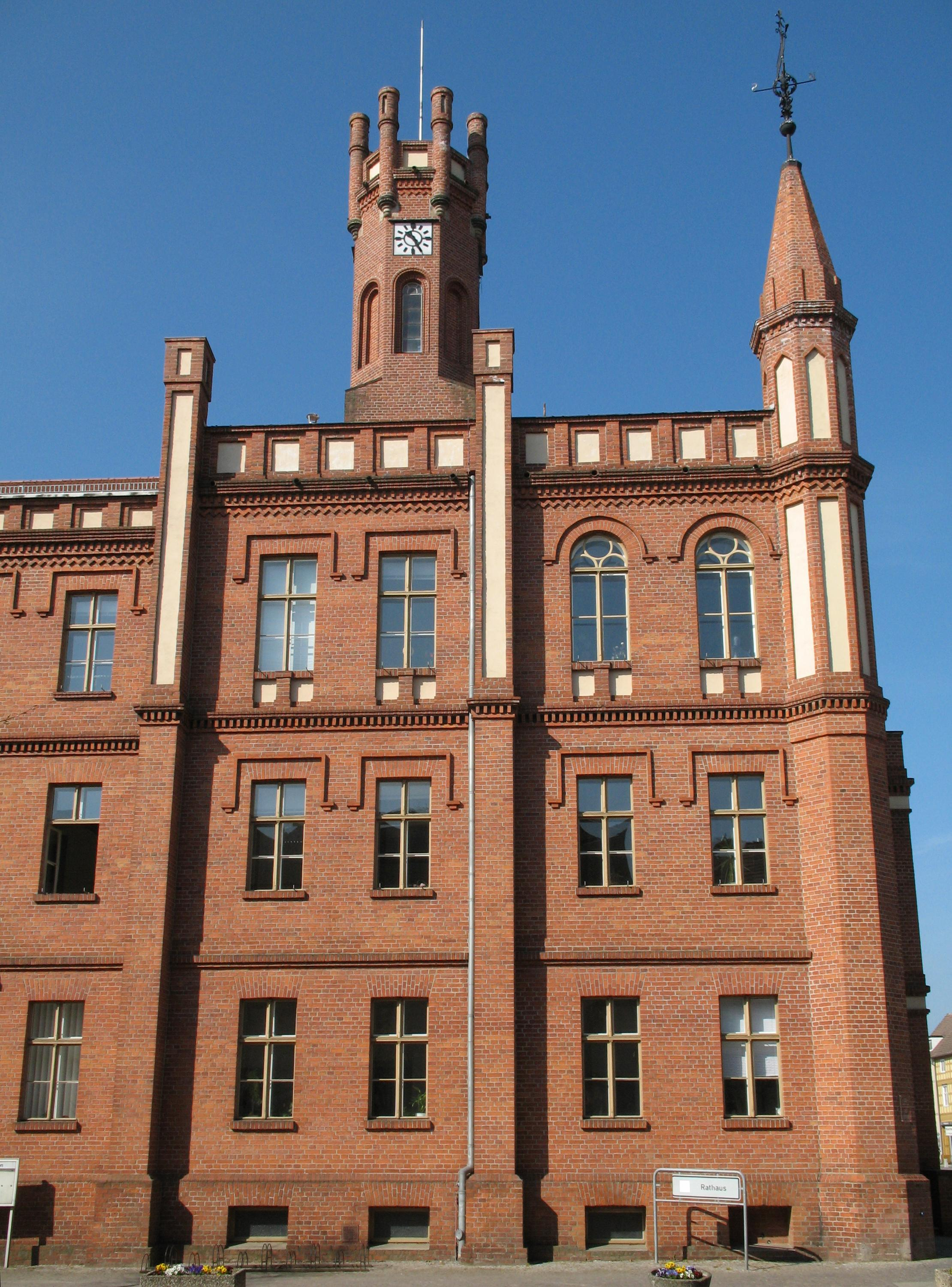
Mairie

## Personnalités liées à la ville
- Hans Christoff de Kœnigsmark (1605-1663), militaire né à Kyritz.
- Julius Berends (1817-1891), homme politique né à Kyritz.
- Jens Köppen (1966-), rameur né à Kyritz.